# Helmut Knocke
Helmut Knocke (* 1953) je německý historik architektury a autor několika lexikonů.

## Životopis
Helmut Knocke studoval na univerzitě Gottfrieda Wilhelma Leibnize v Hannoveru; diplom získal v roce 1983. Podílí se na ochraně památek a je zapojen do průzkumných výkopových prací. Spolupracuje se státním hannoverským archivem, kde se především zabývá průzkumem pozůstalosti Lavese a Rudolfa Hillebrechta. Účastní se i výzkumných projektů hannoverské univerzity.
Knocke sepsal spolu s Thielenem Kunst- und Kulturlexikon Hannover, který byl v roce 2007 vydaný počtvrté nakladatelstvím zu Klampen Verlag. EJe autorem mnoha příspěvků ve slovníku Hannoversches biographisches Lexikon (2002) a Stadtlexikon Hannover (2009).

## Publikace (výběr)
- Stadtlexikon Hannover. Von den Anfängen bis in die Gegenwart, Klaus Mlynek, Waldemar R. Röhrbein, Schlütersche Verlagsgesellschaft, Hannover 2009, ISBN 978-3-89993-662-9. (jako autor mnoha příspěvků)
- Hannover Kunst- und Kultur-Lexikon, Handbuch und Stadtführer, 4. vydání, zu Klampen Verlag, Springe 2007; ISBN 978-3-934920-53-8. (Spoluautor: Hugo Thielen)
- Hannoversches Biographisches Lexikon. Von den Anfängen bis in die Gegenwart, Dirk Böttcher, Klaus Mlynek, Waldemar R. Röhrbein, Hugo Thielen, Schlütersche Verlagsanstalt, Hannover 2002, ISBN 3-87706-706-9. (jako autor mnoha příspěvků)